# Parascutigera alveolus
Parascutigera alveolus är en mångfotingart som beskrevs av Ribaut 1923. Parascutigera alveolus ingår i släktet Parascutigera och familjen spindelfotingar.
Artens utbredningsområde är Nya Kaledonien. Inga underarter finns listade i Catalogue of Life.